# Ordinea de bătaie a Armatei României în Transilvania, ianuarie 1919
La începutul anului 1919, forțele Armatei României, dislocate în Transilvania, aveau următoarea ordine de bătaie::p. 311
Comandamentul Trupelor din Transilvania
- Comandant - General de brigadă Traian Moșoiu
- Șef de stat major - General de brigadă Ștefan Panaitescu

- Divizia 6 Infanterie - Comandant - general de brigadă Ștefan Holban

- Brigada 11 Infanterie - Comandant - colonel Gheorghe Botea

- Regimentul 10 Infanterie
- Regimentul 24 Infanterie

- Brigada 12 Infanterie -  - Comandant - general de brigadă Dumitru Sachelarie

- Regimentul 11 Infanterie
- Regimentul 12 Infanterie

- Escadronul 1/Regimentul 6 Călărași
- Divizionul 2/Regimentul 11 Artilerie
- Bateria 2/Regimentul 16 Obuziere
- Batalionul 6 Pionieri

- Divizia 7 Infanterie - Comandant - general de brigadă Constantin Neculcea

- Brigada 13 Infanterie - Comandant - general de brigadă Anton Gherescu

- Regimentul 15 Infanterie
- Regimentul 27 Infanterie

- Brigada 14 Infanterie - Comandant - colonel Constantin Ioan

- Regimentul 14 Infanterie
- Regimentul 16 Infanterie

- Escadronul 4/Regimentul 8 Călărași
- Divizionul 1/Regimentul 4 Artilerie
- Batalionul 7 Pionieri

- Divizia 1 Vânători - Comandant - general de brigadă Aristide Lecca

- Brigada 1 Vânători - Comandant - general de brigadă Dumitru Niculescu

- Regimentul 1 Vânători
- Regimentul 5 Vânători

- Brigada 2 Vânători - Comandant - colonel Teodor Pirici

- Regimentul 4 Vânători
- Regimentul 6 Vânători

- Escadronul 1/Regimentul 1 Călărași
- Bateria 7/Regimentul 12 Artilerie
- Bateria 155 mm/Regimentul 17 Obuziere
- Bateria 4/Regimentul 1 Artilerie de Munte

- Divizia 2 Vânători - Comandant - general de brigadă Gheorghe Dabija

- Brigada 3 Vânători - Comandant - colonel Constantin Paulian

- Regimentul 2 Vânători
- Regimentul 3 Vânători

- Brigada 4 Vânători - Comandant - colonel Dumitru Dumitriu

- Regimentul 9 Vânători
- Regimentul 10 Vânători

- Escadronul 4/Regimentul 2 Călărași
- Bateria 6/Regimentul 4 Artilerie
- Bateria 7/Regimentul 24 Artilerie
- Bateria 3/Regimentul 8 Obuziere
- Bateria 4/Regimentul 2 Artilerie de Munte

- Grupul 5 Aviație - maior Athanase Enescu

## Vezi și
- Ordinea de bătaie a Armatei României în Transilvania, 15 aprilie-1 mai 1919
- Ordinea de bătaie a Armatei României în Transilvania, iulie 1919